# Оглядов
Оглядов (укр. Оглядів) — село в Радеховской городской общине Шептицкого района Львовской области Украины.
Население по переписи 2001 года составляло 1178 человек. Занимает площадь 3,497 км². Почтовый индекс — 80256. Телефонный код — 3255.

## Известные уроженцы и жители
- Официнский, Роман Андреевич (род. 1969) — украинский историк, публицист, педагог.
- Парубочий, Иосиф Семёнович (род. 1933) — председатель колхоза, депутат Верховного Совета УССР, лауреат Шевченковской премии.
- Турянский, Иосиф Васильевич (1880—1933) — украинский писатель.
- Шухевич, Юрий Романович (род. 1933) — украинский политический деятель, советский диссидент и политзаключённый. Глава УНА-УНСО (1990—1994 и с 2005), герой Украины.